# Decreto sobre prisões, supervisão do promotor e curso de investigação nº 81
O decreto sobre prisões, supervisão do promotor e curso de investigação nº 81 foi emitido em conjunto pelo Conselho do Comissariado do Povo e pelo Comitê Central do Partido Comunista da União Soviética (assinado por Molotov e Stalin) em 17 de novembro de 1938. Ele marcou oficialmente o fim do Grande Expurgo.
O decreto declarou que, durante 1936-1938, a NKVD fez um "bom trabalho na limpeza do país" de numerosos "espiões, terroristas, diversionistas e destruidores (...), que forneceram um apoio significativo às inteligências estrangeiras na URSS". O decreto observou ainda que o NKVD era desleixada e ao mesmo tempo excessivamente zelosa e culpava os "inimigos do povo" que se infiltraram no NKVD. O decreto proibiu formalmente as operações de massa do NKVD e ordenou o estrito acordo com os códigos de processo penal e a supervisão das investigações do NKVD pelos promotores. 
A ordem de implementação do Decreto foi detalhada na Ordem NKVD nº 00762 (Приказ НКВД СССР № 00762 «О порядке осуществления постановления СНК СССР и ЦК ВКП(б) от 17 ноября 1938 г.»). 